# James Spragg

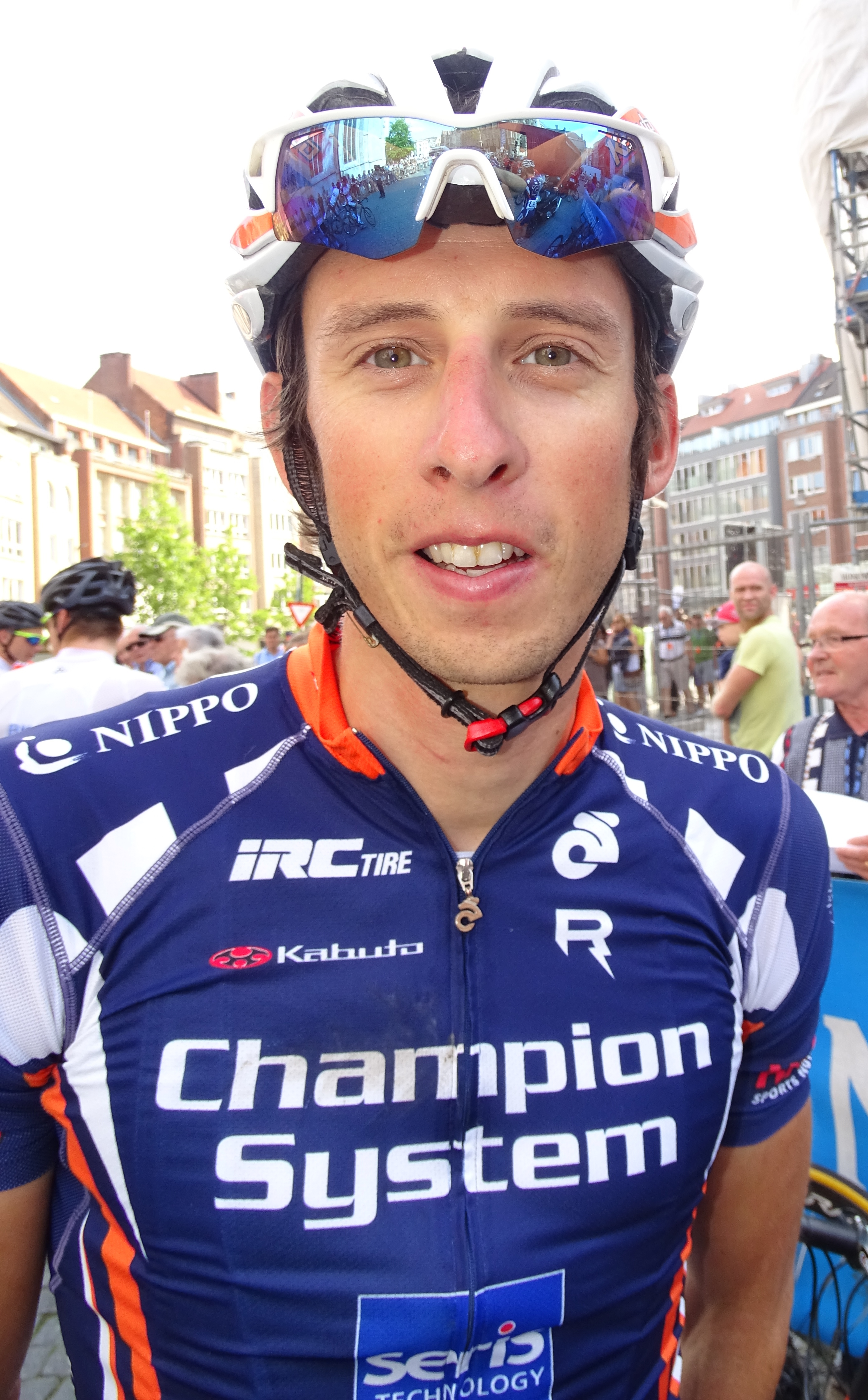
James Spragg bei der Grote Prijs Jef Scherens 2015.

James Spragg (* 19. Juli 1987, Exeter, Devon) ist ein britischer Radrennfahrer.
James Spragg wurde 2006 in Long Crendon britischer Vizemeister im Straßenrennen der U23-Klasse hinter Peter Bissell. Bei der Tour d’Indonesia konnte er die vierte Etappe nach Surakarta für sich entscheiden. Im 2009 erhielt er seinen ersten Vertrag in einem internationalen Radsportteam beim chinesischen Continental Team Trek-Marco Polo. In seinem ersten Jahr dort belegte er den siebten Platz bei der zweiten Etappe Giro del Capo und gewann eine Etappe bei der Tour of Thailand.

## Erfolge
2006
- eine Etappe Tour d’Indonesia

2009
- eine Etappe Tour of Thailand

## Teams
- 2009 Trek-Marco Polo
- 2010 Qin Cycling Team
- 2011 Donckers Koffie-Jelly Belly
- 2012 Geofco-Ville d’Alger